# Илькино (Тутаевский район)
В Ярославской области ещё 5 деревень с таким названием.
Илькино — деревня Николо-Эдомского сельского округа Артемьевского сельского поселения Тутаевского района Ярославской области .
Деревня находится на юге сельского поселения, непосредственно примыкая с юга к железной дороге Ярославль — Рыбинск. Железнодорожная станция Ваулово и одноимённый посёлок при ней находяься на расстоянии около 1,5 км к северо-западу от деревни. Илькино — единственная деревня сельского поселения, расположенная с юга от железной дороги. Остальные населённые пункты по эту сторону относятся к Большесельскому району. Ближайший из них Большое Сайгатово, расположен к западу от Илькино .
Село Илькино указано на плане Генерального межевания Борисоглебского уезда 1792 года. В 1825 Борисоглебский уезд был объединён с Романовским уездом. По сведениям 1859 года село относилось к Романово-Борисоглебскому уезду .
На 1 января 2007 года в деревне Илькино числился 1 постоянный житель . По карте 1975 г. в деревне жило 13 человек. Почтовое отделение, находящееся в городе Тутаев, обслуживает в деревне 14 домов .